# Buru (bantoid jezik)
Buru jezik (ISO 639-3: bqw), nigersko-kongoanski jezik kojim govori oko 1.000 ljudi u jednom selu istočno od Baisse u nigerijskoj državi Taraba. Buru se zasada vodi kao jedan od 4 pobliže neklasificirana bantoid jezika, ostala tri su áncá [acb] kwak [kwq] i nshi [nsc]; svi iz Nigerije.

## Vanjske poveznice
- Ethnologue (14th)
- Ethnologue (15th)
- The Buru Language